# Podiasa
Podiasa é um gênero de mariposa pertencente à família Acrolepiidae.